# 黄土

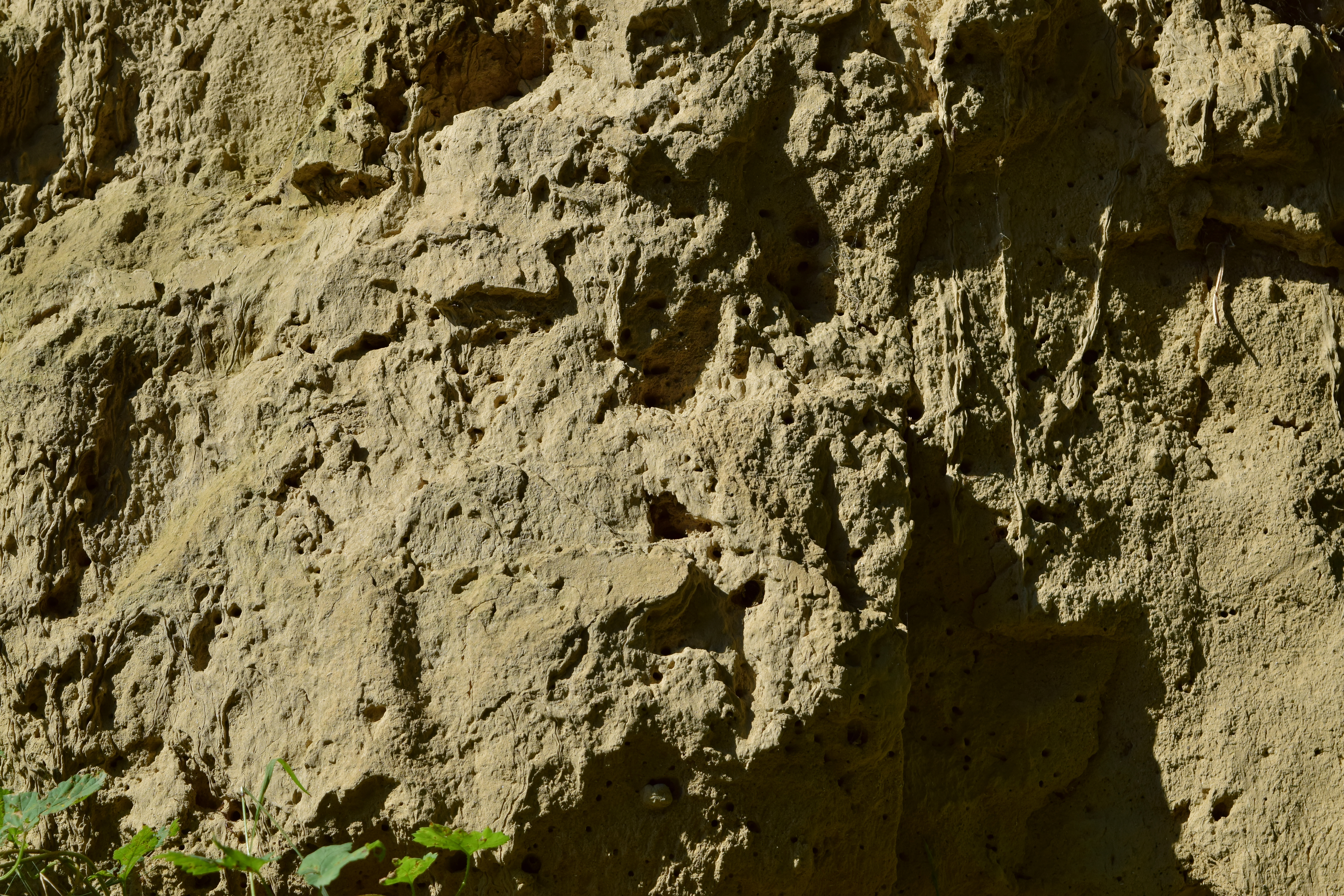
レスの露頭表面（オーストリア）

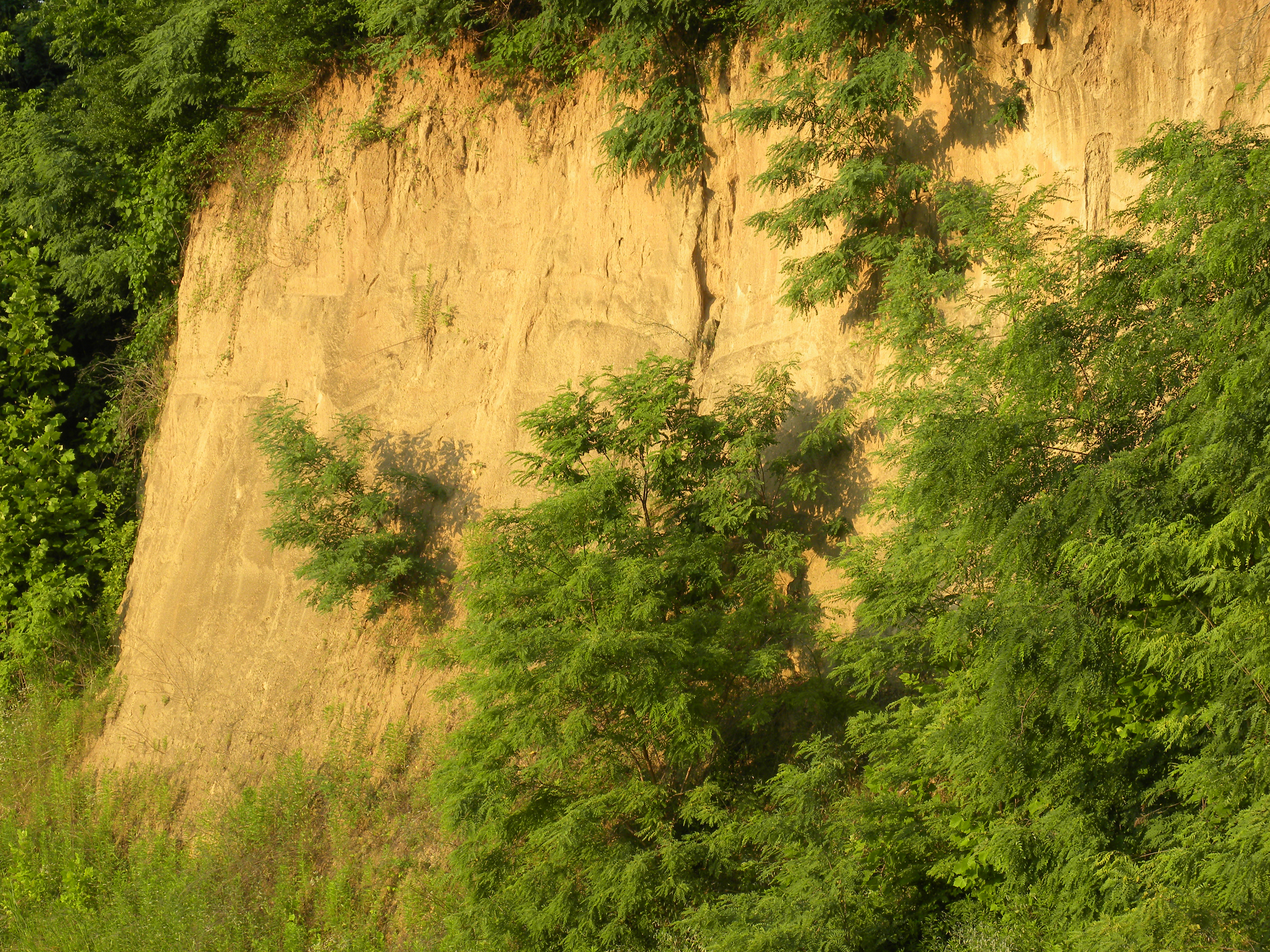
垂直な崖をつくるレスの露頭（アメリカ南部）

堆積学における黄土（おうど、こうど）はレスの別名。レス（ドイツ語: Löss  音声、英語: loess）は、粒子が主にシルト径で、色味は淡黄色または灰黄色を呈し、均質で未固結の風成堆積物のこと。組成は場所により差異があるが炭酸カルシウムを含むものが多いのも特徴。中国に分布するレスは古くから黄土と呼ばれており、日本語でもレスの別名となっている。

## 研究史
Lössは「緩んだ」などの意味があり、英語ではlooseに相当するが、もともとドイツ南部のライン地溝帯に特徴的に分布するシルト質の細粒土に付けられた名前だった。カール・シーザー・フォン・レオンハルト(Karl Cäsar von Leonhard)が1824年にはじめて学術用語として使用、チャールズ・ライエルが1834年に英語に移入した。
19世紀半ばには、ヨーロッパのほかの地域や北アメリカ、中国にもレスが分布することが報告されるようになった。しかし、この頃はまだレスは水成、つまり水の作用で形成されたと考えられていた。氷河の作用はこの頃既に挙がっていたが、まだ水が運搬するものと考えられていた。またBraunは1847年、ライン川やドナウ川のレスから産出する軟体動物の化石に水棲の種がほとんどないことや、採集した多くの種が現世気候では冷涼なアルプスの高山帯などに生息する種であり、寒冷な気候の時代に生息していた可能性を報告している。
フェルディナント・フォン・リヒトホーフェンは中国での調査から、レスが風と水の作用で運ばれて堆積したとの説を1877年に発表する。風成説を初めて唱えたのはVirlet D'Aoustで1857年のことだったが、リヒトホーフェンの提唱以降本格的に採り上げられる。その後オブルチョフは、中央アジアのレス分布地は層厚が薄く、レスが堆積していく地域ではなくレスが風に吹き上げられる産出地であるとし、砂漠とレス地帯が帯状に分布することを指摘している。
風成説が定着して以降、層理のない原生的なレスと再堆積したレスを区分する説も提唱されてきた。レフ・セミョーノヴィチ・ベルグは1932年、レスに含まれる炭酸カルシウムの生成や多孔質などの土質は風化により生じるとする「黄土化」の作用を提唱した。ベルグは風成ではなく、現地で岩石や堆積物が変質してレスとなると考えたものの、風化は表層数メートルにしか及ばないため厚さ100メートルを超えるレスの生成を説明できず、これは後に否定されている。ただし、黄土化の考え方自体は、レスの変質による土壌化の研究において肯定されている。
他方、20世紀に入るとレスを用いた編年の研究が始まる。編年分野では、1970年代頃に考古磁気年代測定が導入、その後も熱ルミネッセンスなどが加わって測定方法が豊富になり、海洋酸素同位体ステージによるレスや古土壌の層序の対比が確立されたことで、各地でこれを利用した研究が進展した。
日本では、古砂丘中などにシルト質の古土壌層が含まれることが知られ、火山灰の風化や亜熱帯気候下での風化とする説もあったが、同位体比などからアジア大陸方面由来のレス（風成塵）が母材となっていることが解明されている。

## 性質

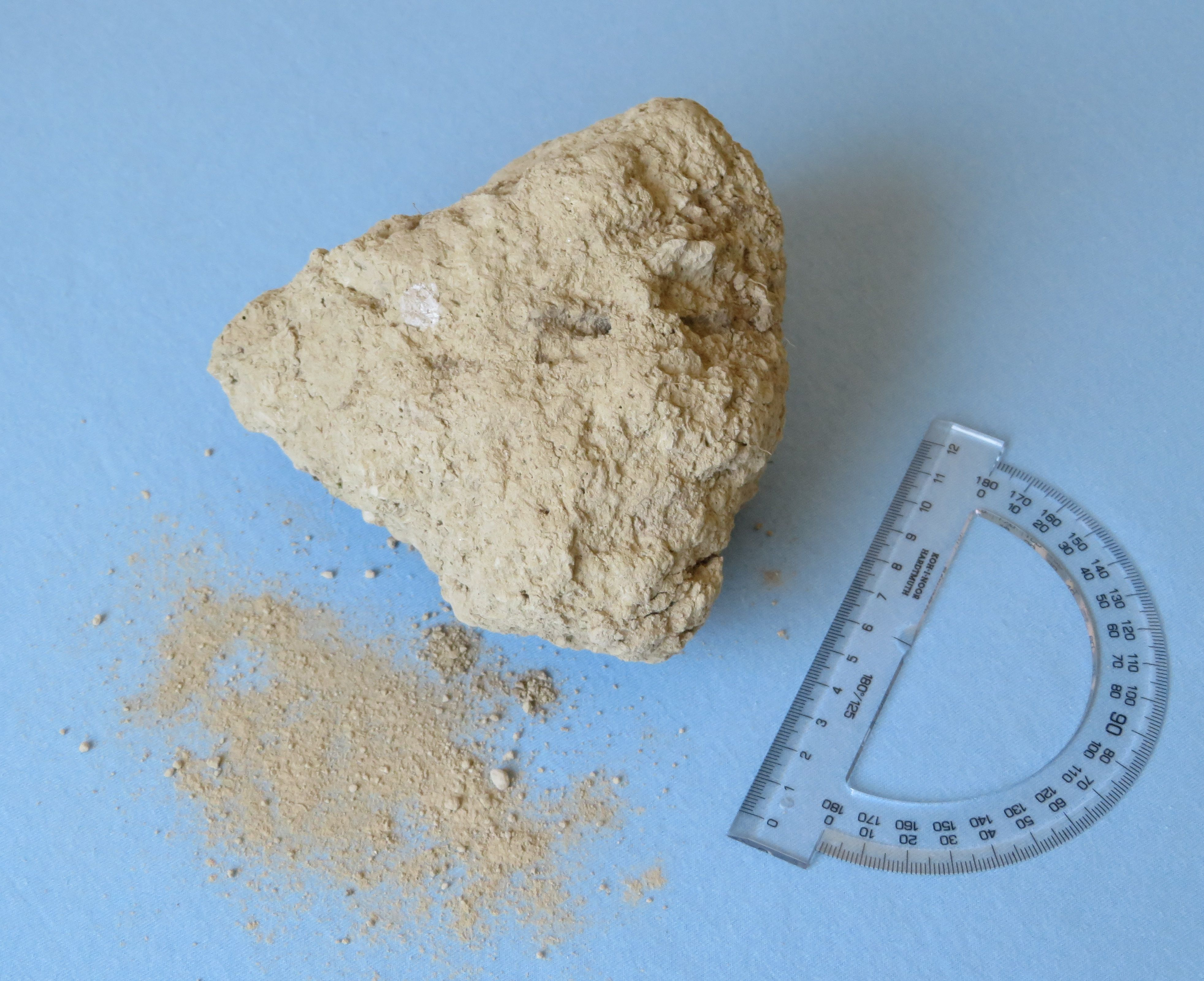
レス（黄土）の土塊とその粒子。シルト粒度の細粒分が目立ち、土塊には凝集した石灰分も見える。（ドイツ南西部）

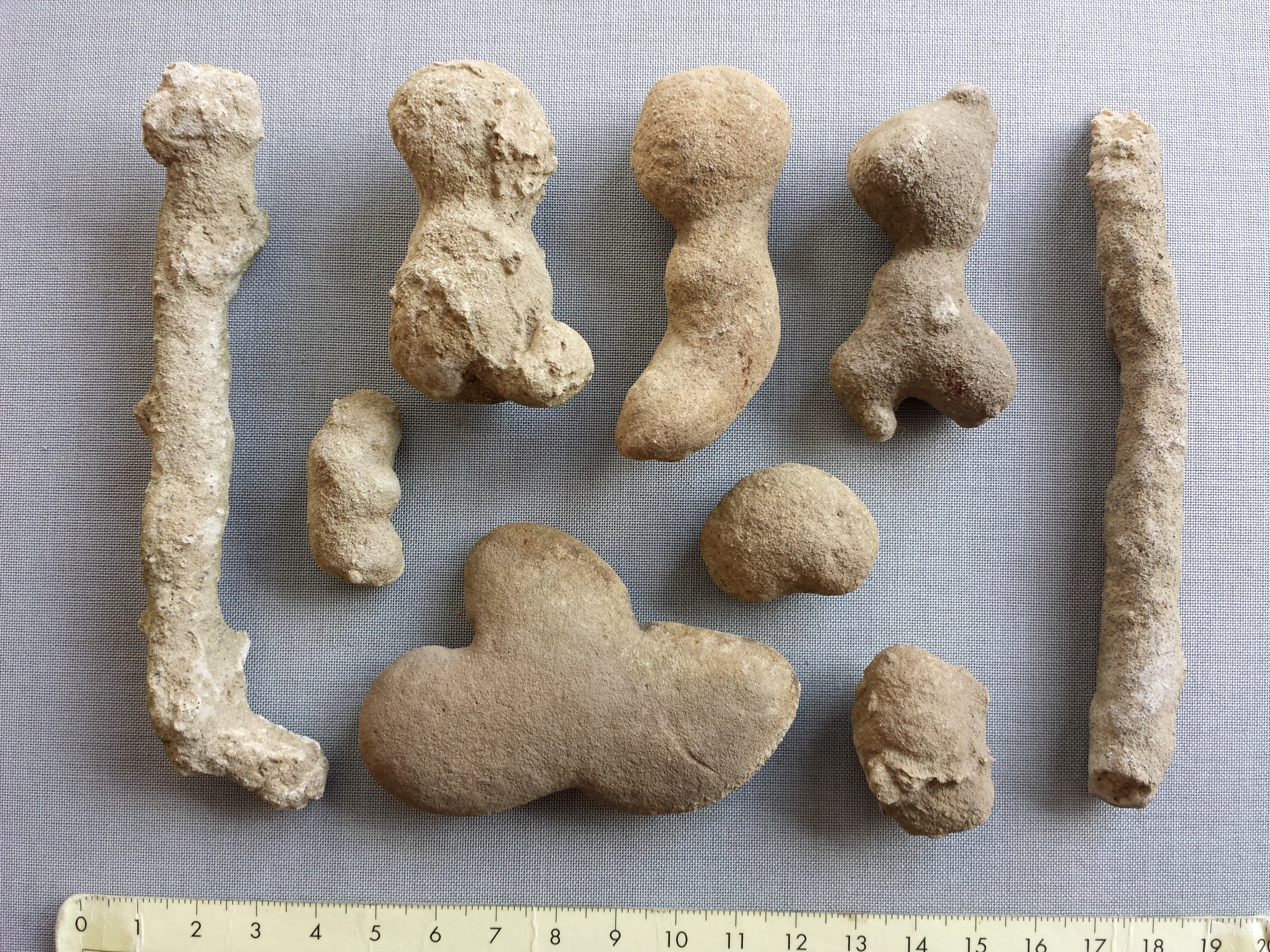
レス中に産出する石灰分生成物「黄土人形」（オーストリア）

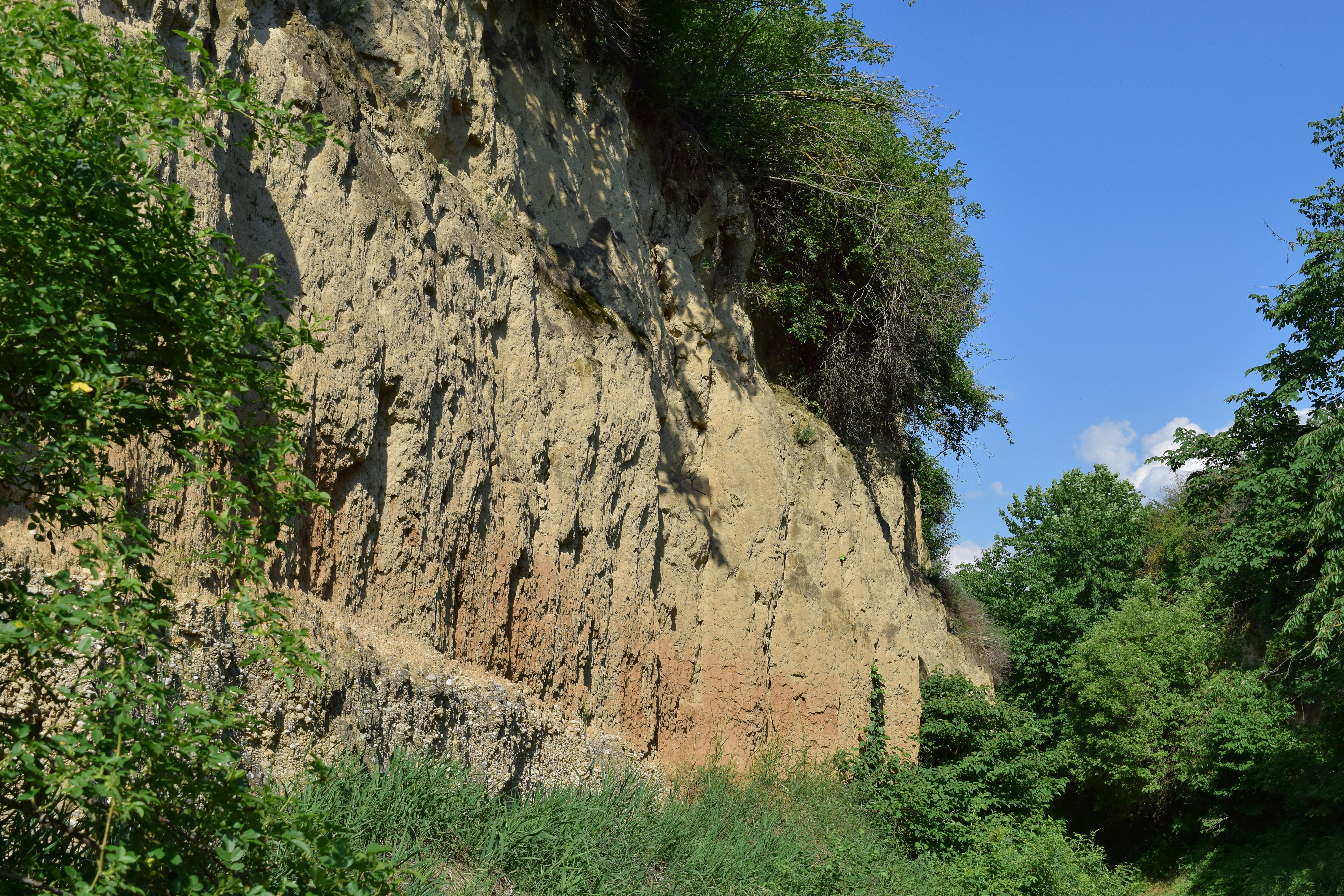
レス-古土壌層序、オーストリアにて。一番下に約45万年前のドナウ川流域の砂利層（灰褐色）。その上にミンデル氷期中の相対的温暖期と寒冷期に対応する風化レス層（赤褐色）とレス層（黄褐色）。その上は堆積が中断したことを示す濃色の層で、最上部は現在までの後氷期の層。

レスの粒径は、淘汰がよく揃っていて、典型的には0.02 - 0.05ミリメートル（20 - 50マイクロメートル）の細砂でこのサイズが重量比で約50%を占める。0.005ミリメートル未満の粘土粒子は5 - 10%程度とされる。地域別にみると、供給源から離れるに従って粒径は小さくなる分布をとる。
典型的なレスは、無層理（均質）、多孔質。淡黄色または灰黄色の色味は、炭酸塩とともに粒子の表面を覆う鉄とマンガン酸化物によるもの。
粒子を構成する鉱物は主に石英、長石、雲母、方解石など。石英の比率はふつう60 - 70%、低い場合は40%程度、高い場合は80%程度。長石や雲母が10 - 20%程度。方解石を含む炭酸塩鉱物は5 - 35%程度で、石灰岩地帯が供給源であれば高くなる。また角閃石、燐灰石、黒雲母、緑泥石などのシルト粒度の重鉱物が2 - 5%含まれるほか、モンモリロナイト、イライト、カオリナイトなどの粘土鉱物も含まれる。重鉱物の組成には地域差があり、その比較は供給源の推定法のひとつとなっている。
化学組成でみると、炭酸カルシウム(CaCO3)は30%を超えることもあるが、含まれない場合もあって幅がある。炭酸カルシウムを除いた残りの成分は、典型的なもので二酸化ケイ素(SiO2)が80%前後、酸化アルミニウム(Al2O3)6 - 10%、酸化第二鉄(Fe2O3)1 - 6%など。
レスの空隙率はふつう50 - 55%だが、粒度が小さいほど空隙率が小さくなる傾向にあり、粘土が多い場合には40%前後となることがある。また、地表から深さ10メートルまでの表層では深くなるに従い緩やかに空隙率が低下する。含水率はふつう10 - 15%だが、空隙率が小さいものではこれより高くなる。また多孔質のため透水性が高い。
レスは縦に割れやすく、侵食などで崩れていくとき断面は垂直となる。これは、根に沿って毛細管様に集積する石灰分が土塊を支持しているため。この性質がよく現れる黄土高原では、川に面した河谷に垂直の崖がみられる。
乾燥下では、微細粒子からなり凝集力が大きいことなどからレスは安定している。一方、水に濡れると崩壊や沈下が起きやすい。流水の侵食には弱く、降雨による表土の流亡やガリ侵食は激しい。地下水流による陥没が起こることもある。

### 続成
堆積したシルト質の風成塵は、続成作用によりレスに変化するものと考えられている。シルトの表層では、炭酸カルシウムや酸化鉄などが含まれる場合、粘土サイズの粒子を凝集したり、石英粒子の表面をコーティングし粒子同士を接合したりして、0.02 - 0.05ミリメートルの典型的サイズのレス粒子を形成する。これは、乾燥気候下でよく進む微粒子の水和セメント化であり、やがては固結の緩いシルト岩を造る作用である。凝集により粒状、斑状の団粒構造を生じ、比較的大きな孔隙のある多孔質の土層となる。
レスに含まれる炭酸塩はもともと、石英粒子や凝集した粘土粒子の表面に付着したり、顆粒状粒子や貝殻の破片などの形で存在する。これらが土中の間隙に溶解、再沈殿し凝集、石灰分が集積して二次的な炭酸塩を生成する。カリシェと呼ばれる堆積層を造ることもある。またしばしば、植物の根を取り巻くように管状に、あるいは亀裂の表面に集積する。ときに特徴的な結節のような形の塊を造ることがあり、「黄土人形」、「黄土小僧」、「生姜石」の別名がある。黄土人形 (loess doll)はノジュールまたはコンクリーションの一種。

### レス-古土壌層序
レスの地層は、全体としてレス-古土壌層序（黄土-古土壌層序）と呼ばれる複合的な層を造り、その中にレス、レス質堆積物、古土壌、砂などがそれぞれ厚さ1 - 5メートル程度の層をなし重なっている。レス-古土壌層序における古土壌は、温暖な間氷期にレスが風化したものである。古土壌の色味はレスに近い褐色・茶褐色もあるが、赤み・黒みを帯びたものがみられる。
典型的な均質のレスに対して、混合・変質したレス質の堆積物はloess series（レス系列（仮訳））とも呼ばれ、レス質砂、砂質レス、レス質ローム、粘土質レスなどいくつかのタイプがある。この分類は地域により異なっている。

## 分布地と起源

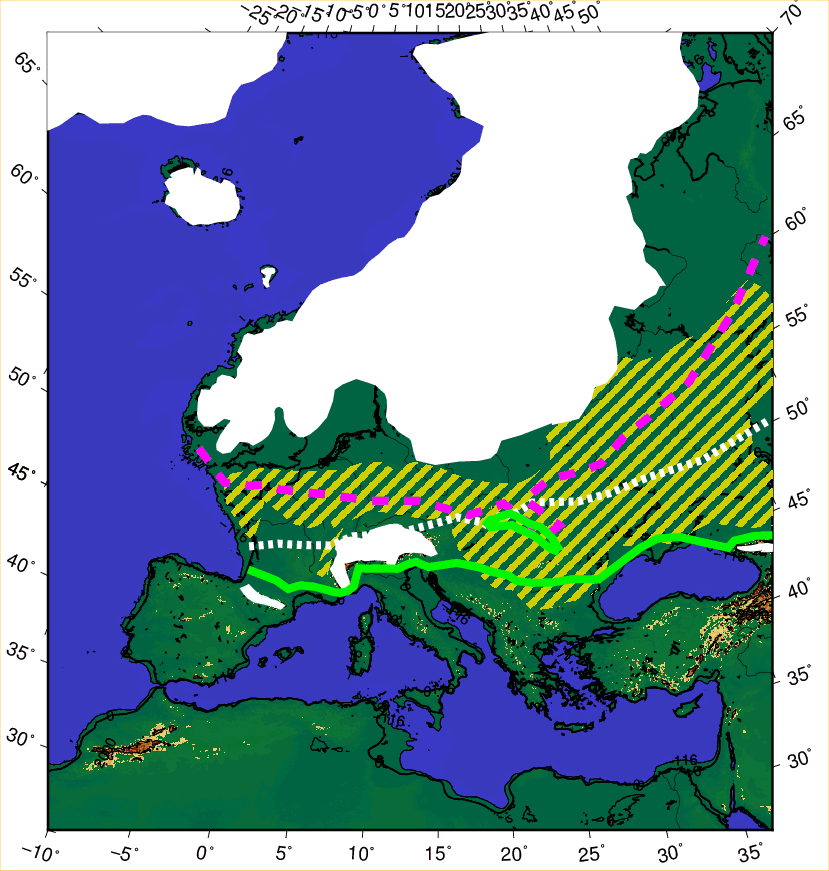
ヨーロッパにおけるレスの分布（黄色斜線塗りつぶし）および最終氷期の氷河分布

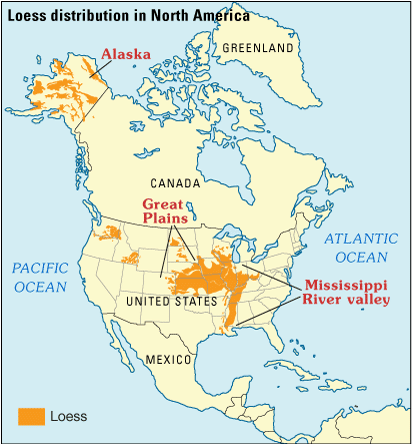
北アメリカにおけるレスの分布

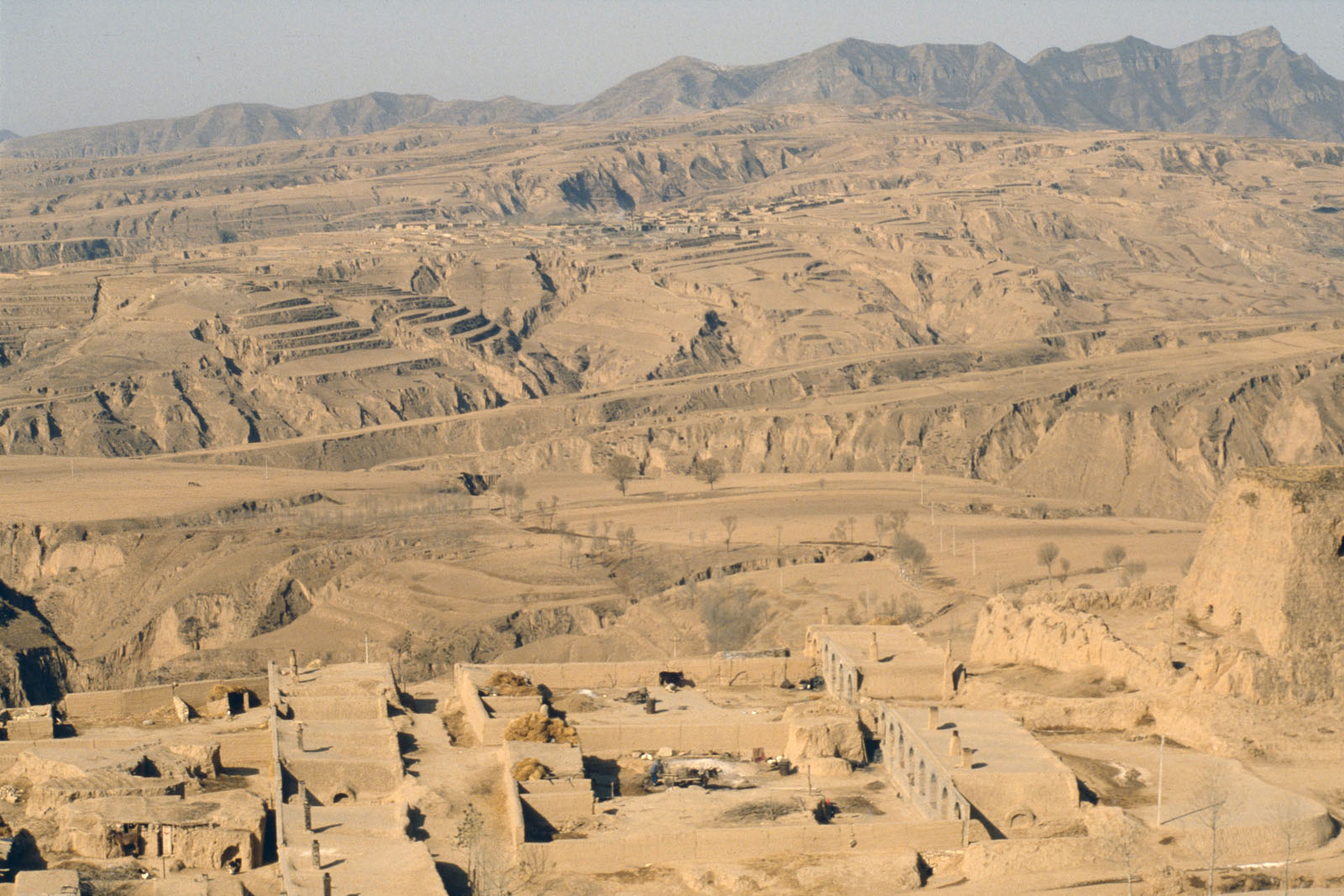
黄土高原の黄土層の台地（中国山西省渾源県付近）

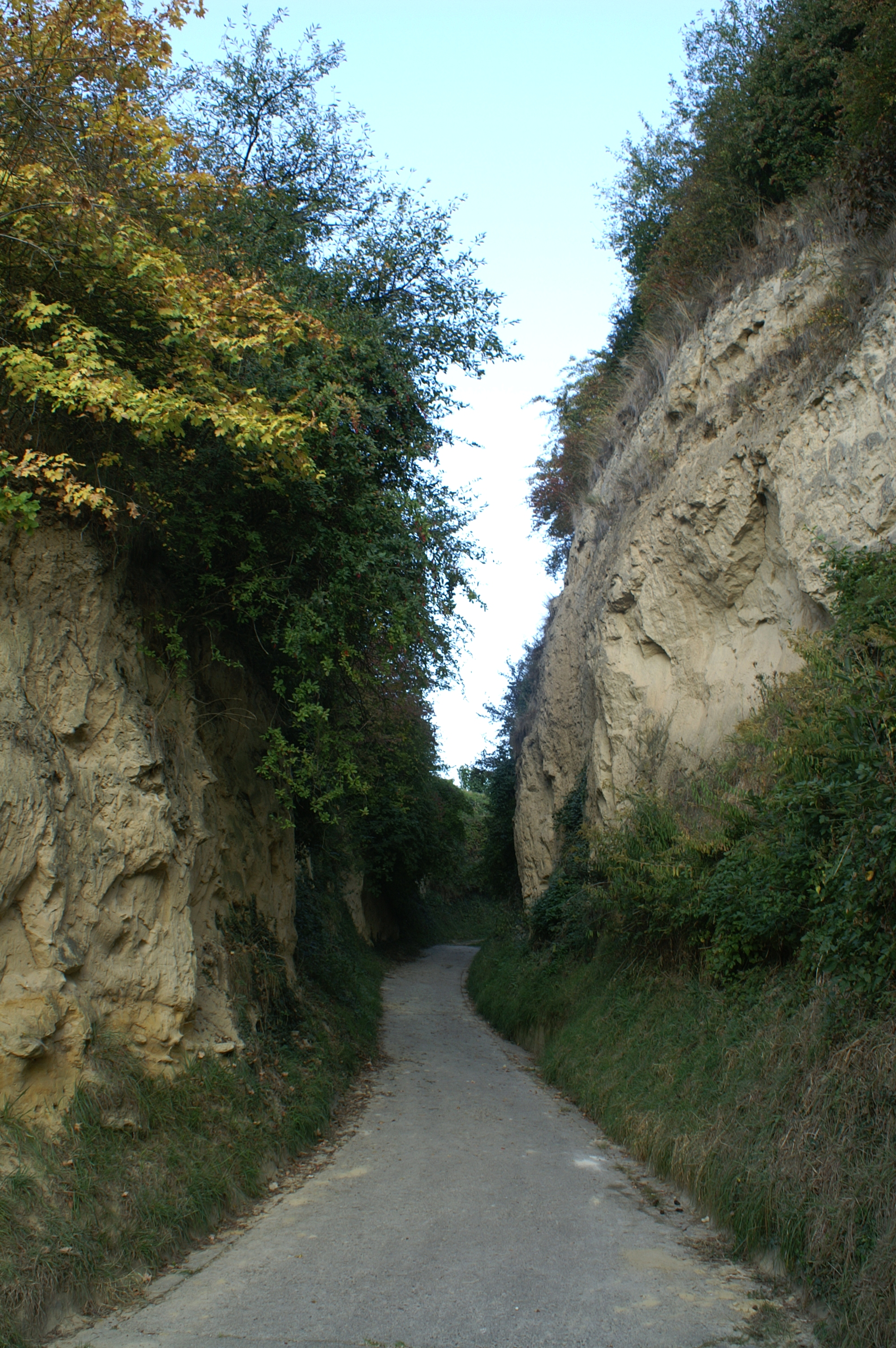
レスの街道切通し（ドイツ南部）

レスが地表に10メートル以上の厚さで分布する地域は、地球の陸域の約10%に及んでいる。10メートル未満の地域も含めると分布地はもっと広く、海底にも分布している。
陸域の主要な分布地は北半球では北緯55度から24度の間、南半球では南緯30度から40度の間にあり、現世気候では温帯や乾燥帯に属する地域が多い。
レスの起源は主に氷河の周辺域と砂漠であり、風がそこから風下の地域へ運搬したと考えられている。
地質時代、とくに第四紀の氷期の氷河では、周辺部に向かって流れる融水流が土砂を盛んに運んでアウトウォッシュプレーンを形成、そこから微粒子が風に運ばれた。氷河自体の摩耗作用でシルトやそれ以下の微細粒子が多く生産されること、また氷河が拡大する氷期には乾燥化が進み植生が退行することも、レスの発生を促した。
砂漠では、岩石の風化作用が強く働くことでレスが生産された。地表が砂・シルトの混合であっても、飛ばされやすいシルト分が風に運搬されることで選り分けられたと考えられる。これは砂塵嵐によって生じる風成塵の堆積で、現に砂漠でよく起こっている。
干上がって底に塩類が堆積する乾湖（プラヤ）や扇状地などの堆積物も供給源と考えられる。
氷河起源のレスは、ヨーロッパ各地、北アメリカの中央部、シベリア、南アメリカの南部などに分布し、いずれも氷期に氷河が発達した地域である。
ヨーロッパではライン川、ドナウ川やパリ盆地に地域的に、また南ロシア草原に広域に分布する。北アメリカではプラット川、ミズーリ川、ミシシッピ川、オハイオ川の流域平原とコロンビア川台地に分布。南アメリカではアルゼンチン・ウルグアイのパンパに分布。
砂漠起源のレスは、サハラ砂漠に隣接する地中海沿岸とサヘル、また中東、中央アジア、オーストラリア大陸の各砂漠周辺域に分布する。
中央アジアではカザフスタン、ウズベキスタン、カスピ海の東部などに分布する。ニュージーランドの南島にも分布。
黄土高原を含む中国東部のレスは、砂漠と氷河の両方が起源とされている。
中国の分布地は黄河の周辺や砂漠の辺縁部、天山山脈周辺など。同国におけるレスやレス質土壌の分布地は総面積の10%強を占め、また同国の耕地面積と居住人口に占めるレス・レス質土壌地帯の割合は20%に達する（1980年代時点）。
レスの分布地の代表的な土壌はモリソルなどで、主要な農業地帯となっている。穀倉地帯である東ヨーロッパ平原のチェルノーゼム、北アメリカ・グレートプレーンズのカスタノーゼム、南アメリカ・パンパのファエオーゼムも主にレスが母材となって生成した土壌。
日本では風成塵の堆積量が少なく、層厚の薄いレスが挟在する形で見いだされる。北部九州、山陰、北陸、東北の沿岸の埋没した古砂丘にレスが何層か挟在する例があるほか、火山灰層中や、台地上の地層にもみられることがある。南西諸島では琉球石灰岩の上位にある島尻マージや国頭マージに風成塵が多く含まれ土壌化している。

### 起源に関する議論
現在みられるレスは、基本的には第四紀、とくに更新世に堆積したものと考えられている。しかしながら、アメリカのオガララ層群(英語版)のように、乾燥地性のレスはより古い新第三紀や古第三紀に遡るものもあるという意見がある。テキサス州やニューメキシコ州には、中新世末から鮮新世の地層に、非氷河性のレスと風成の砂層が交互に重なる100メートルを超える層があることが報告されている。
形成年代が完新世の沖積レスも報告されている。沖積レスは形成の過程で河川の作用を受けると考えられていて、水の運搬作用によりシルト分が分級して盆地や扇状地に堆積し、その後風の運搬作用により再び選り分けられるので、ふつうのレスよりも淘汰がよい。
レスの起源について意見の対立がみられることがあるが、これは、シルトがレスやレス質土壌に変化するプロセスがいくつもあって、地域により、年代により異なるためである。
風成塵がレスとなる風化作用は乾燥・寒冷のステップやツンドラなどが最適な条件であり、これ以外の条件下で堆積した風成塵は非典型的なレス質の堆積物、例えばレス質ローム、石灰分を欠くレス、褐色土、赤色土、土壌化の強い地質などを形成するものと考えられている。
レスから産出する化石などもその当時の環境を示しており、哺乳類はツンドラに生息する種が多く、花粉分析でもステップやツンドラであったことを示すものが多い。またカタツムリの種が、レス層序において湿潤気候の種と乾燥気候の種とで周期的に交代したり、狭在する古土壌層でより温暖な気候の種に交代したりする例が見られる。
この作用が土壌生成作用に類似することから、レスの起源は風成ではなく現地での土壌生成であるとする説も出されたが、厚いレスの形成を説明できない（#研究史参照）。これに代わるのが多元説、つまり形成プロセスの時間的・空間的違いによって多様なレス質堆積物になるというもの。レス化していない堆積物が後生的にレス化するもの、レス化していない堆積物のレス化と風化（二次鉱物の生成）が同時生的に起きるもの、既に原生的にレス化と風化を経たものが運ばれ再堆積するものに大別される。

## 堆積量の変化・編年
レスや風成塵の堆積速度は、温暖な間氷期に小さく、寒冷な氷期に大きくなる。後期更新世における世界各地のレスの堆積速度は、平均して千年あたり数十ミリから数千ミリであり、間氷期と氷期の速度の差は2桁から3桁にもなる。その原因は、例えば東アジアでは氷期に砂漠が拡大したり偏西風・貿易風が強まったりすることが挙げられる。
レスや風成塵による古気候の復元は、オーストラリアからの風成塵が堆積する南極大陸では74万年前、黄土高原の黄土の古土壌では約260万年前まで遡っている。
第四紀氷河時代の開始後、約260万年前に黄土高原、タジキスタン、ウクライナのドニエプル川流域で、約170万年前にはオーストリアのクレムスでそれぞれレスの堆積が始まったが、分布は限られていた。ただし、更新世（約260万年前開始）以前と考えられるレスもある（#起源に関する議論参照）。約90万年前以降、氷期が長く気温低下が大きくなると、各地で分布が拡大する。北アメリカでは約100 - 70万年前にコロンビア川台地やミシシッピ川流域でレスの堆積が始まっている。黄土高原の黄土の厚さは50 - 200メートルだが、早期に堆積が始まった中央部や蘭州では約300メートルに達する。

## 黄土土壌
ふつうレスの表層は肥沃な土壌とされ、集約農業の適地とされる。
黄土はミネラルに富み保水特性に優れるため、コウリャンなどの栽培に適している。
リヒトホーフェンは、多孔質な黄土の毛細管構造には鉱物質の養分を供給する「自己施肥能力」があるとしていて、古代中国の黄河文明は肥沃な黄土の上に発達したとする説が通説となっていた。しかし、細粒で粘度の低い土壌は、イオンの形での養分の供給力が低く、流亡しやすく痩せた土地だと考えられるようになってきている。中国の黄土も例外ではなく、黄河文明の中心になったごく一部の地域だけが、長年にわたる耕作、湖沼堆積物や水草などを投与した施肥作業の結果によって、肥沃になったとする反論が出されている。

## 材料としての黄土

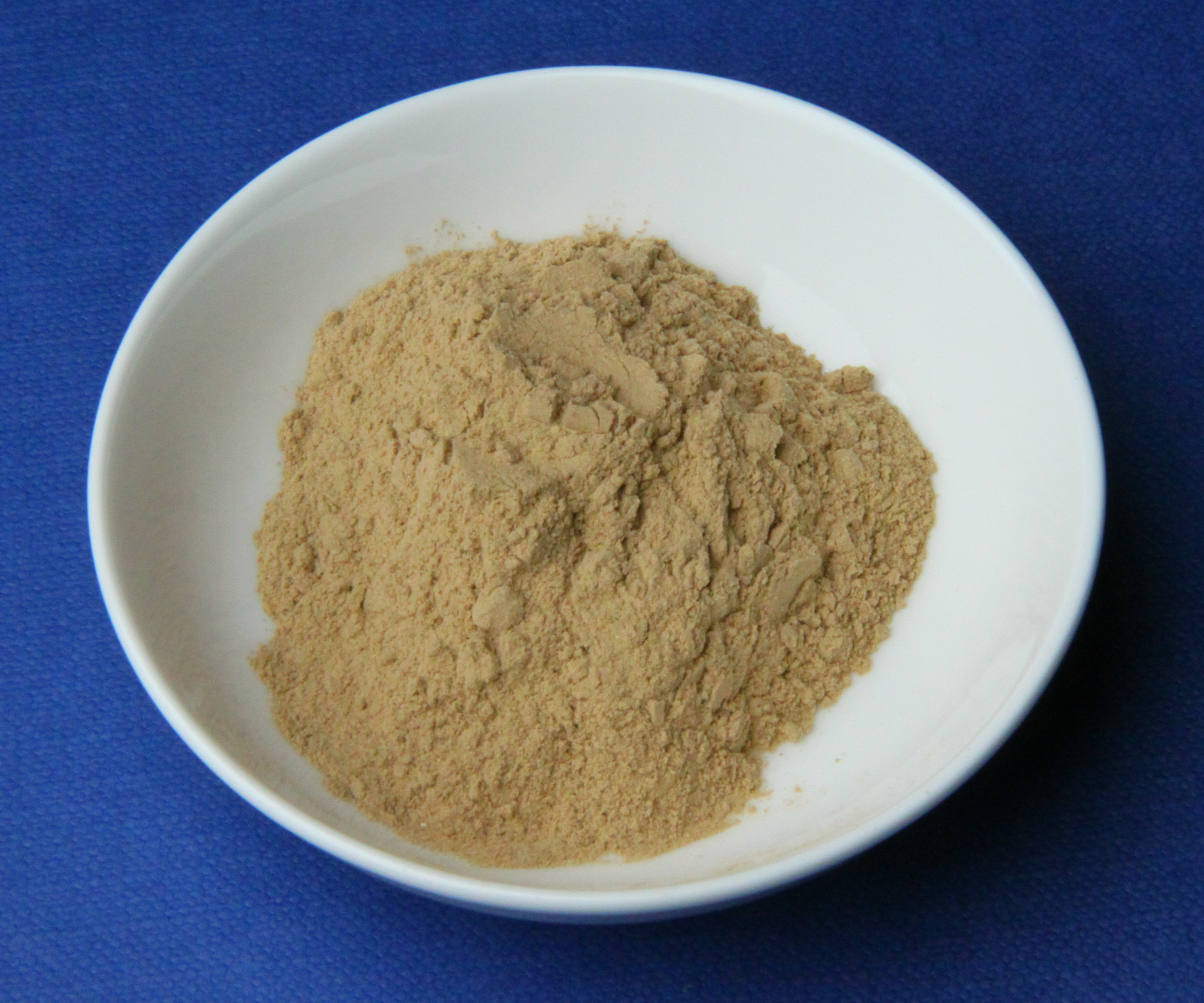
黄土の薬用粘土の見本

堆積学の黄土の定義とは別に、主に建築や美術の分野で材料として用いる土の一種に黄土がある。

### 顔料
黄色の顔料として使用される黄土はイエロー・オーカー (yellow ochre) あるいは単にオーカー (ochre) と呼ばれ、古代より用いられている。天然に産出される黄土顔料は、針鉄鉱や褐鉄鉱、赤鉄鉱、酸化マンガンなどを含み、退色しづらい特徴を持つ。化学的に合成された合成黄土は、水和酸化鉄などを成分とする。Colour Index Generic Nameは天然黄土がPigment Yellow 43で、合成黄土がPigment Yellow 42である。この顔料の色が黄土色である。絵画の絵の具のほか、陶材などに使用される。

### 建築

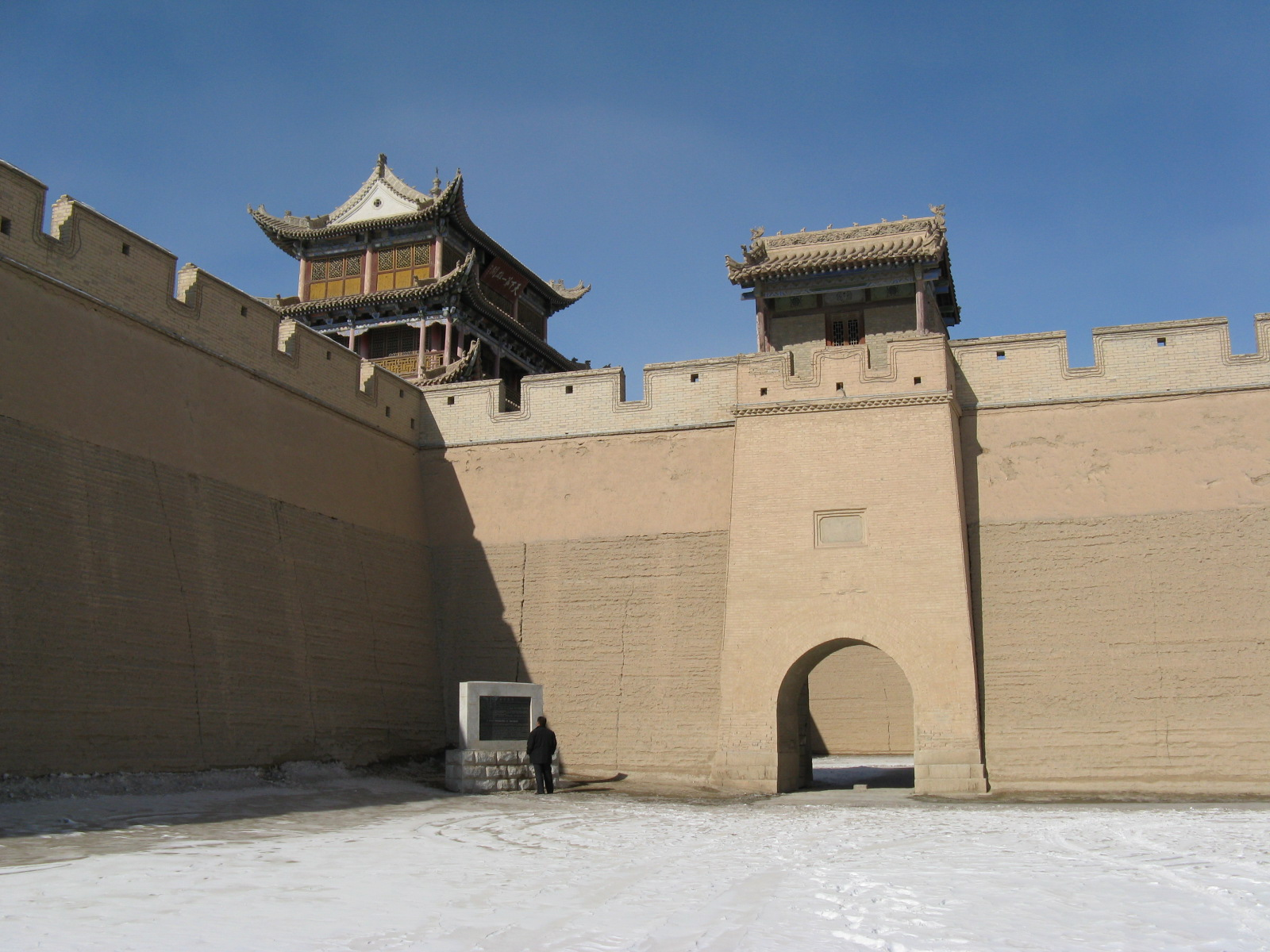
黄土の版築や煉瓦で造られた嘉峪関の城壁（中国）

日本建築の伝統工法の土壁（塗り壁）の材料、色土の一種に黄土（きづち、きつち）がある。産地の名で呼ばれるものも多く、黄色の代表例として稲荷山黄土が知られている。西京壁・江戸漆喰という言葉があるように関西では京土壁が多く、関東に漆喰壁が多いのとは対照的だが、関西では粘土質の良質な壁土を豊富に産出することが関係している。稲荷山黄土（いなりやまきづち）は京都府伏見産で、輝くような色味がある。
京土壁が広まった経緯として、近世初期に千利休の影響で茶の湯において京土壁の茶室が好まれるようになったことが挙げられる。やがて有力町人の住居にも広がっていき、聚落土、大阪土、錆土、稲荷山黄土といった京都周辺で産出する粘土質の色土が仕上げ用壁材に広く用いられるようになった。黄土の京壁の茶室としては、例えば仁和寺の飛濤亭（江戸末期、重要文化財指定）があり、赤みを帯びた黄土が使われ、経年変化による地錆が模様をつくり侘びの雰囲気を出している。茶道具の炉壇にも黄土を使用するのが理想的とされるが、制作が難しく取り扱いも難しいため、大抵は他の材料に代替されている。
中国の黄土高原では、厚いレス（黄土）層の崖を掘りぬいた住居がみられる（窰洞）。北アメリカの先住民プエブロは、住居をはじめとした建物にアドベと呼ばれる日干しレンガを使用するが、その主原料はレスである。

### その他
黄土は古くから天然の泥パックに用いられてきたが、近年は黄土のもつミネラルや遠赤外線放射を利用したサウナや、岩盤浴にも使用されている。
紀元前1500年頃に書かれたエーベルス・パピルスでは、消化器疾患や眼病など様々な疾患の共通の治療薬として黄土の処方を推奨している。